# IC 3
IC 3 је елиптична галаксија у сазвјежђу Рибе која се налази на листи објеката дубоког неба у Индекс каталогу.
Деклинација објекта је - 0° 24' 53" а ректасцензија 0h 12m 6,0s. Привидна величина (магнитуда) објекта IC 3 износи 13,9 а фотографска магнитуда 14,9. IC 3 је још познат и под ознакама MCG 0-1-38, CGCG 382-32, NPM1G -00.0003, PGC 836.